# Параллели (фильм, 2015)
«Параллели» (Parallels) — американский фильм-боевик, фантастика. Премьера состоялась 1 марта 2015 года.

## Сюжет
Ронан и Биатрикс Карверы внезапно получают сообщение от своего отца, который говорит им, что хочет встретиться с ними у входа одного ничем не примечательного здания. Ронан, не общавшийся с отцом с самых похорон матери, удивлен странным поведением отца. Приехав к нему домой, он встречает там свою сестру, а чуть позже к ним присоединяется их сосед Гарольд. Втроем они отправляются к зданию, о котором говорил Карвер-старший. Однако вместо того, чтобы подождать его снаружи, они входят внутрь, а вот выходят уже не на оживленную городскую улицу, а в руины города, уничтоженного ядерным взрывом много лет назад.